# Paeonia 'Ni Hong Huan Cai'
Paeonia suffruticosa 'Ni Hong Huan Cai' (кит. трад. 霓虹煥彩, упр. 霓虹焕彩, пиньинь ní hóng huàn cǎi) — созданный в Китае сорт древовидного пиона Paeonia suffruticosa.
Некоторые ботаники считают, что Paeonia suffruticosa является не видом, а обширной группой различных сортов.

## Биологическое описание
Многолетний листопадный кустарник.
Высота и ширина куста до 2 метров.
Цветки направлены вверх или вбок, красные, с зеленоватыми лепестками в центре цветка, 15×7 см, ароматные.

## В культуре
Сорт среднего срока цветения.
USDA-зоны: 4a (−31.7 °C… −34.4 °C) — 8b (−6.7 °C… −9.4 °C).
Условия культивирования см: Древовидные пионы.